# Станимир Гъмов
Станимир Иванов Гъмов е български актьор и комик.

## Биография
Роден в Стара Загора на 1 август 1974 г. Завършил средно образование в ГПЧЕ „Ромен Ролан“ с английски език, випуск 1988 – 1993. През 1993 г. е приет в специалността „Актьорско майсторство за куклен театър“ във ВИТИЗ „Кръстьо Сарафов“ и в продължение на четири години се обучава при проф. Боньо Лунгов.
Докато е студент участва в постановки на „Театър 13“ и „Театър Албена“, а през 1997 г. се дипломира успешно.
От 2001 г. е на щат в Столичния куклен театър, където участва в спектакли за деца и възрастни.
Придобива популярност в телевизията с образа на „културоведа Гъмов“ в предаването „Сблъсък“ по bTV. Особен успех му донася ролята на погребалния и сватбен агент Живко Здравков в ситкома „Етажна собственост“ излъчван по „Нова телевизия“. Участва в първия сезон на тв шоуто „Като две капки вода“ през 2013 г. Последната му имитация в шоуто е на Франк Синатра.
През 2015 г. участва в риалити формата Vip Brother, като завършва на четвърто място. Същата година води предаването „И аз го мога“, което изкарва един сезон. Също така гостува в един епизод от сериала „Връзки“.
Понякога, макар и рядко, Гъмов участва в нахсинхронните дублажи на анимационни филми. Измежду ролите му в дублажа са Кову в „Цар Лъв 2: Гордостта на Симба“, Аладар в „Динозавър“, Мосю Тревил в „Барби и трите мускетарки“ и Хърб Оувъркил в „Миньоните“.

## Роли в спектакли за куклен театър
- Пеперунгел в „Ние, врабчетата“ – Йордан Радичков
- Бащата в „Баба ми е върхЪ“ – Еди Шварц
- Славейко в „Боризмейко“ – проф. Славчо Маленов (по мотиви от народни приказки)
- Сенки в „Сама в къщи“ – по пиесата „Спирала в нощта“ от Филип Моран
- Господин от публиката в „Кой има магарешки уши?“ – по „Наказаният пакостник“ от Йозеф Пеер и Лео Спачил
- Глупан в „Приказка за попа и неговия слуга Глупан“ – по Александър Пушкин
- Летецът в „Малкият принц“ – Антоан дьо Сент Екзюпери
- Бруления (котарак) в „История за чайки и банда котараци“ – по романа на Луис Сепулведа
- Смий в „Питър Пан“ – по Джеймс Матю Бари
- Разказвача в „Младият принц и истината“ – Жан-Клод Кари

## Филмография
- „Като за последно“ (2021) – директора на затвора
- „Летовници“ (2016) – Младен
- „Маймуна“ (2016) – докторът
- „Връзки“ (2015)
- „Етажна собственост“ (2011 – 2013) – Живко Здравков
- „Клиника на третия етаж“ (тв сериал, 2010) – Пецата (Петьо) (в 4 серии: XXIX, XXX, XXXI, XXXV)
- „Пясъчен часовник“ (тв, 1999) – удавеният

## Роли в дублажа
- „Барби и трите мускетарки“ – Мосю Тревил, 2009
- „Героичната шесторка“ – Беймакс, 2014
- „Динозавър“ – Аладар, 2002
- „Миньоните“ – Хърб Оувъркил, 2015
- „Хари Потър и Философският камък“ – Волдемор, 2002
- „Цар лъв 2: Гордостта на Симба“ – Кову, 2004